# Speyeria hippolyta
Speyeria hippolyta är en fjärilsart som beskrevs av Edwards 1879. Speyeria hippolyta ingår i släktet Speyeria och familjen praktfjärilar. Inga underarter finns listade i Catalogue of Life.